# Gopuram

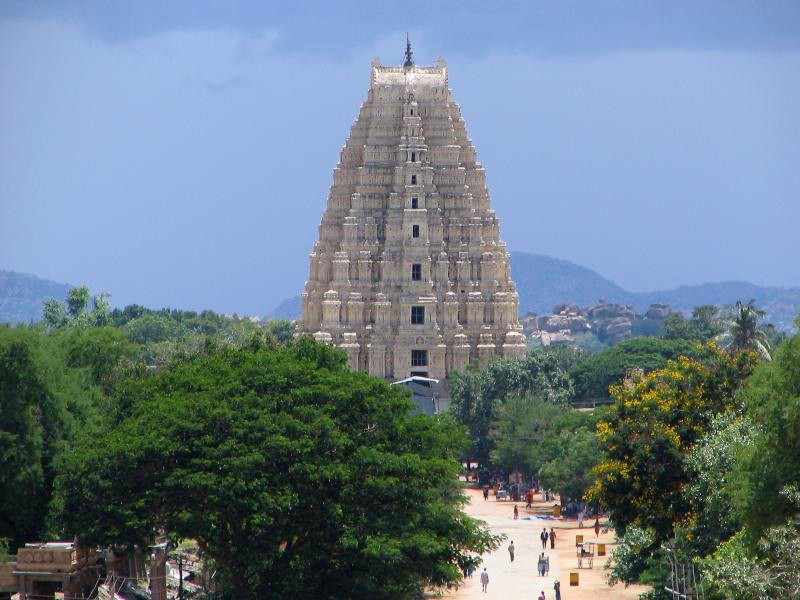
De hoogste gopuram van de Virupakshatempel in Hampi (Karnataka).

Een gopuram of gopura is in de oorspronkelijk Zuid-Indiase, Dravidische architectuur een toren boven de toegangspoort van een tempel. Dravidische tempels zijn grote rechthoekige complexen met aan vier kanten een ommuring. Ze hebben gewoonlijk vier toegangspoorten in het midden van de buitenmuren, elk naar een bepaalde windrichting. Boven elke poort bevindt zich een gopuram. De gopurams, die zich aan de buitenzijde van de tempel bevinden, vormen de hoogste en meest in het oog springende delen van de tempel. Dit in tegenstelling tot de Nagara-architectuur van Noord-India, waar de hoogste toren (de sikhara) zich boven het centrale, heiligste deel van de tempel bevindt.
Een gopuram bestaat uit een opeenstapeling van verdiepingen, elk een kopie van de onderliggende verdieping, maar iets kleiner. De torens zijn van voren gezien gewoonlijk in drie delen verdeeld. Het middelste deel bevindt zich boven de rechthoekige toegangspoort en bevat op elke verdieping een herhaling van de poort. De andere twee delen vormen de oplopende flanken van de toren. Bij grotere tempels kunnen de gopurams meer dan tien verdiepingen en 60 meter hoog zijn. De top van de toren is gewoonlijk een tongewelf getooid met een piron.
Gopurams waren oorspronkelijk wachttorens met de functie de toegang tot de tempel te controleren en regelen. Later kregen ze voornamelijk een decoratieve functie. De hoogte van de gopuram toont de buitenwereld hoe belangrijk de in de tempel aanbeden godheid is. Daarnaast worden de verschillende verdiepingen rijk getooid met beelden van godheden en mythologische scènes, die soms in opvallende kleuren geverfd worden. De gopurams hebben dan ook een religieus-educatieve functie: ze geven de voorbijganger een inzicht in de hindoeïstische mythologie.
De Dravidische stijl ontstond tussen de 8e en 12e eeuw. In vroege voorbeelden uit de Pallavaperiode (tot de 9e eeuw) domineren de gopurams de rest van de tempels. De Cholaperiode zag een omkering van die trend. In de 11e-eeuwse Brihadisvaratempel van Thanjavur (Tamil Nadu) bevinden zich boven twee toegangspoorten gopurams. De hoogste toren bevindt zich echter boven het binnenste, centrale heiligdom (het "garbhagriha"). De gopurams hebben in vergelijking een bescheiden hoogte. Tijdens het Vijayanagararijk (14e en 15e eeuw) werden de gopurams weer verreweg de hoogste delen van de tempel. Tijdens deze periode bereikte ook de decoratie met beelden en ornamenten een hoogtepunt.